# Texcala
Texcala är en ort i Mexiko.   Den ligger i kommunen Yecapixtla och delstaten Morelos, i den sydöstra delen av landet, 70 km sydost om huvudstaden Mexico City. Texcala ligger 2 011 meter över havet och antalet invånare är 1 444.
Terrängen runt Texcala är lite bergig. Runt Texcala är det ganska tätbefolkat, med 199 invånare per kvadratkilometer. Närmaste större samhälle är Ozumba de Alzate, 11,4 km norr om Texcala. Omgivningarna runt Texcala är en mosaik av jordbruksmark och naturlig växtlighet.